# Nhật ký Công chúa: Đám cưới Hoàng gia
Nhật ký Công chúa: Đám cưới Hoàng gia là một bộ phim hài lãng mạn Mỹ năm 2004 và phần tiếp theo của Nhật ký công chúa năm 2001. Không giống như phần đầu, phần phim này không dựa trên bất kỳ cuốn sách nào.
Hầu hết các diễn viên trở lại từ bộ phim đầu tiên, bao gồm Julie Andrews, Anne Hathaway, Héctor Elizondo, Heather Matarazzo, và Larry Miller. Garry Marshall trở lại đạo diễn và Debra Martin Chase sản xuất. Nhân vật mới bao gồm Tử tước Mabrey (John Rhys-Davies), Huân tước Nicholas Devereaux (Chris Pine), và Công tước Andrew Jacoby (Callum Blue).
Mặc dù nhận đánh giá tiêu cực từ các nhà phê bình, bộ phim đạt doanh thu phòng vé toàn cầu 134,7 triệu USD.

## Nội dung
Năm năm sau phần phim đầu tiên, Mia Thermopolis (Anne Hathaway) vừa mới tốt nghiệp trường Princeton University's Woodrow Wilson School và trở về Genovia cùng với vệ sĩ của mình, Joe (Héctor Elizondo). Ở đó, cô sẽ chờ đợi để trị vì đất nước sau khi bà nội của cô, Nữ hoàng Clarisse (Julie Andrews), truyền ngôi. Trong bữa tiệc sinh nhật lần thứ 21 của Mia, cô nhảy với tất cả đàn ông chưa vợ với hy vọng tìm được một người chồng. Cô bị hấp dẫn với một quý ông đẹp trai tên là Nicholas (Chris Pine). Trong đêm đó, vương miện của Mia bị rơi và được một thành viên Quốc hội, Tử tước Mabrey (John Rhys-Davies) bắt được, người bí mật lên kế hoạch soán ngôi Mia. Trong khi Quốc hội đang họp vào sáng hôm sau, Mia tình cờ vào một căn phòng bí mật cho phép cô ấy nghe được cuộc họp. Tử tước Mabrey cho rằng cháu trai của mình, Huân tước Devereaux, cũng là một người có khả năng thừa kế ngai vàng Genovia. Bất chấp sự phản đối của Nữ hoàng Clarisse, cách duy nhất Mia có thể lên ngôi Nữ hoàng là cô phải kết hôn trong vòng một tháng. Clarisse mời Huân tước Devereaux ở lại cung điện, và Mia bị sốc khi phát hiện ra Huân tước Devereaux chính là Nicholas. Người bạn thân nhất của Mia, Lilly Moscovitz (Heather Matarazzo), làm cô ngạc nhiên khi ghé thăm. Họ cùng nhau chọn những người chồng tiềm năng cho công chúa. Mia cuối cùng chọn Andrew Jacoby (Callum Blue), Công tước của Kenilworth, và vài ngày sau, họ đính hôn. Mabrey lên kế hoạch để Nicholas tán tỉnh Mia và hủy bỏ hôn ước.
Trong một buổi lễ, Mia phải cưỡi bên hông ngựa (ngồi cả hai chân về cùng một bên yên ngựa), nhưng lại không có kinh nghiệm. Nữ hoàng Clarisse cho Mia một cái chân gỗ mồi tổ tiên để lại để trông giống như cô đang cưỡi bên hông ngựa. Mabrey làm cho ngựa của Mia hoảng sợ bằng một con rắn cao su, và Joe lao tới cứu Mia, nhưng vô tình làm chiếc chân gỗ rơi ra. Bị bẽ mặt, Mia chạy trốn đến chuồng ngựa, nơi Nicholas cố gắng an ủi cô nhưng không thành. Tại một bữa tiệc trong vườn, Mia và Nicholas cãi nhau về mối quan hệ của Mia với Andrew; Nicholas lừa Mia để cô thừa nhận rằng cô không yêu Andrew. Cô bực bội biện hộ nhưng lại bị anh ta hôn. Lúc đầu cô cũng hôn lại anh ta nhưng sau đó quay lưng đi. Nicholas lại càng theo đuổi cô, khiến cả hai người rơi vào một đài phun nước. Nữ hoàng Clarisse cuối cùng đã nói với Mia rằng hành vi của cô với Nicholas cần phải dừng lại.
Trong cuộc diễu hành Ngày Độc lập Genovia, Mia thấy một số cậu bé quấy rầy một cô bé (Abigail Breslin), và đột ngột dừng cuộc diễu hành để an ủi cô bé. Khi biết rằng bọn trẻ đó là trẻ mồ côi, Mia nhờ một người bán hàng cho chúng tất cả các vương miện và để chúng đi cùng cô trong cuộc diễu hành. Mọi người đều bị ấn tượng bởi hành động hào phóng của cô, trong khi Mabrey cho rằng đó là một mưu kế chính trị. Đêm đó, Mia tổ chức một bữa tiệc độc thân, nơi Nữ hoàng Clarisse chơi trò lướt nệm và hát một bản song ca với Công chúa Asana (Raven-Symoné), một trong những người bạn tốt của Mia. Trong khi đó, Mabrey nhận ra Nicholas đã yêu Mia, nhưng Nicholas nói rằng Mia sẽ không bao giờ yêu anh ta. Nicholas đến gặp Mia khi cô đang thực hành bắn cung, một phần của nghi thức đăng quang. Anh đã giúp cô thành công bắn được mũi tên vào bia, điều mà cô đang gặp khó khăn để làm được. Nicholas sau đó nói với Mia rằng anh chuẩn bị rời đi, nhưng muốn gặp lại cô thêm một lần nữa trước lúc đó. Cô từ chối, nói rằng cô bị bảo vệ rất chặt chẽ.
Đêm đó, Nicholas xuất hiện bên ngoài cửa sổ phòng Mia và bảo cô ra ngoài. Lilly khuyến khích cô đi, và Mia lẻn ra. Họ đến một cái hồ nơi họ chia sẻ những bí mật, khiêu vũ và cuối cùng chìm vào giấc ngủ. Khi thức dậy họ phát hiện một người đàn ông trên một chiếc thuyền đang quay video. Mia nghĩ Nicholas gài bẫy cô, trong khi anh khẳng định rằng anh không biết gì cả. Khi Mia trở về cung điện, cảnh quay tai tiếng đã được phát sóng. Andrew thất vọng và hôn Mia để xem liệu có tình cảm giữa họ hay không. Họ nhận ra rằng họ không yêu nhau, nhưng vẫn không hủy đám cưới vì lợi ích của Genovia. Đám cưới sẽ diễn ra vào ngày hôm sau và mẹ của Mia, Helen (Caroline Goodall) đến cùng chồng mới của cô, Patrick (Sean O’Brien) và con trai mới sinh của họ, Trevor. Nicholas quyết định không tham dự, nhưng người quản gia của anh, Gretchen, nói với anh rằng Mabrey đã dàn dựng vụ scandal trên truyền hình của họ.
Trước đám cưới, Joe nói với Mia rằng Nicholas vô tội. Nữ hoàng Clarisse khuyên Mia nghe theo trái tim của mình, điều mà bà chưa bao giờ làm và giờ đây đã khiến bà phải trả giá và mất đi Joe, người đàn ông duy nhất bà thực sự yêu. Mia trở lại nhà thờ và sau khi chỉ ra rằng bà ngoại của cô đã cai trị Genovia khi chưa kết hôn trong vài năm, cô đề nghị các thành viên của Quốc hội trong khán đài hãy nghĩ về những người phụ nữ quan trọng trong cuộc đời của họ và hỏi rằng liệu họ có làm những gì mà họ đang cố ép cô ấy làm (cưới một người mà cô ấy không yêu) với những người thân yêu của họ hay không. Mabrey nhắc lại pháp luật một lần nữa và tiếp tục gợi ý rằng cháu trai của ông nên được làm vua nhưng ngay sau đó, Nicholas không chỉ từ chối vương miện mà còn không nhận Mabrey là chú của mình nữa. Mia đề xuất luật về hôn nhân hoàng gia nên bị bãi bỏ, và Quốc hội nhất trí đưa ra sự đồng thuận của mình. Được Mia khuyên đi tìm hạnh phúc của riêng mình, Clarisse cầu hôn Joe và họ đã kết hôn ngay sau đó.
Khoảng một tuần sau, Mia đang chuẩn bị cho lễ đăng quang của mình thì Nicholas xuất hiện. Anh quỳ xuống bày tỏ tình yêu của anh dành cho Mia và họ trao nhau một nụ hôn lãng mạn. Ngày hôm sau, Mia được trao vương miện "Nữ hoàng Amelia Mignonette Thermopolis Renaldi, Nữ hoàng của Genovia", với tất cả mọi người tham dự trong cung điện hoàng gia.
Phần kết cho thấy Nghị viện Genovia bây giờ cho phép có thành viên nữ, một trong số đó là Charlotte (Kathleen Marshall). Và Nữ hoàng Mia chính thức mở cửa nhà cho trẻ em.
Diễn viên
- Anne Hathaway vai Công chúa Amelia Mignonette "Mia" Thermopolis Renaldi: 21 tuổi, người kế vị Nữ hoàng trị vì Genovia, đính hôn với Công tước Andrew Jacoby của Kenilworth.
- Julie Andrews vai Nữ hoàng Clarisse Renaldi: bà nội của Mia, yêu vệ sĩ của mình, Joe.
- Héctor Elizondo vai Joseph: vệ sĩ của Nữ hoàng và Công chúa, yêu Nữ hoàng.
- John Rhys-Davies vai Tử tước Mabrey: một thành viên Quốc hội, bác của Nicholas, người bí mật lên kế hoạch soán ngôi Mia.
- Chris Pine vai Huân tước Nicholas Devereaux: 22 tuổi, cháu trai của Tử tước Mabrey, người Genovia chính gốc và có khả năng thừa kế ngai vàng Genovia.
- Callum Blue vai Andrew Jacoby: 25 tuổi, Công tước của Kenilworth, Anh Quốc, con của Susan và Arnold, đính hôn với Mia, có phần vụng về, được miêu tả là "một vận động viên bơi lội, đua xe, thích chụp ảnh, một phi công của hãng hàng không Royal".
- Kathleen Marshall vai Charlotte Kutaway, thư ký của Nữ hoàng.
- Heather Matarazzo vai Lilly Moscovitz, bạn thân nhất của Công chúa Mia.
- Matthew Walker vai Đội trưởng Kip Kelly
- Kim Thomson vai Elsie Kentworthy, phóng viên
- Shea Curry và Anna A. White vai Brigitte và Brigitta, 2 người hầu gái
- Caroline Goodall vai Helen Thermopolis: mẹ của Mia, lấy chồng là Patrick O’Connell và có một cậu con trai mới sinh là Trevor, em của Mia.
- Sean O’Brien vai Patrick O’Connell: giáo viên trung học trước đây của Mia, hiện tại là cha dượng của cô.
- Larry Miller vai Paolo Puttanesca: thợ làm tóc hoàng gia.
- Joel McCrary vai Motaz: thủ tướng của Genovia.
- Raven-Symoné vai Công chúa Asana, một trong những người bạn tốt của Mia.
- Abigail Breslin vai Carolina: cô bé mồ côi.
- Erik Bragg vai Lionel: thực tập bảo vệ (người đã đóng vai bạn cùng lớp của Mia, Bobby Bad trong phần phim đầu).
- Tom Poston vai Huân tước Palimore
- Anh em sinh đôi Paul C. Vogt và Peter Allen Vogt vai Huân tước Dean Crawley và Jerry Crawley.
- Stan Lee vai cameo khách dự đám cưới.
- Paul Williams vai cameo Huân tước Harmony.
- Jonny Blu và Anna Netrebko vai chính họ: ca sĩ từ Châu Á và ca sĩ Opera trong bữa tiệc ở vườn.
- và một số nhân vật phụ từ phần phim trước, bao gồm cặp đôi Nam tước và phu nhân xảo trá.